# Liste der Kantone im Département Cantal
Das Département Cantal liegt in der Region Auvergne-Rhône-Alpes in Frankreich. Es untergliedert sich in drei Arrondissements mit 15 Kantonen (französisch cantons).

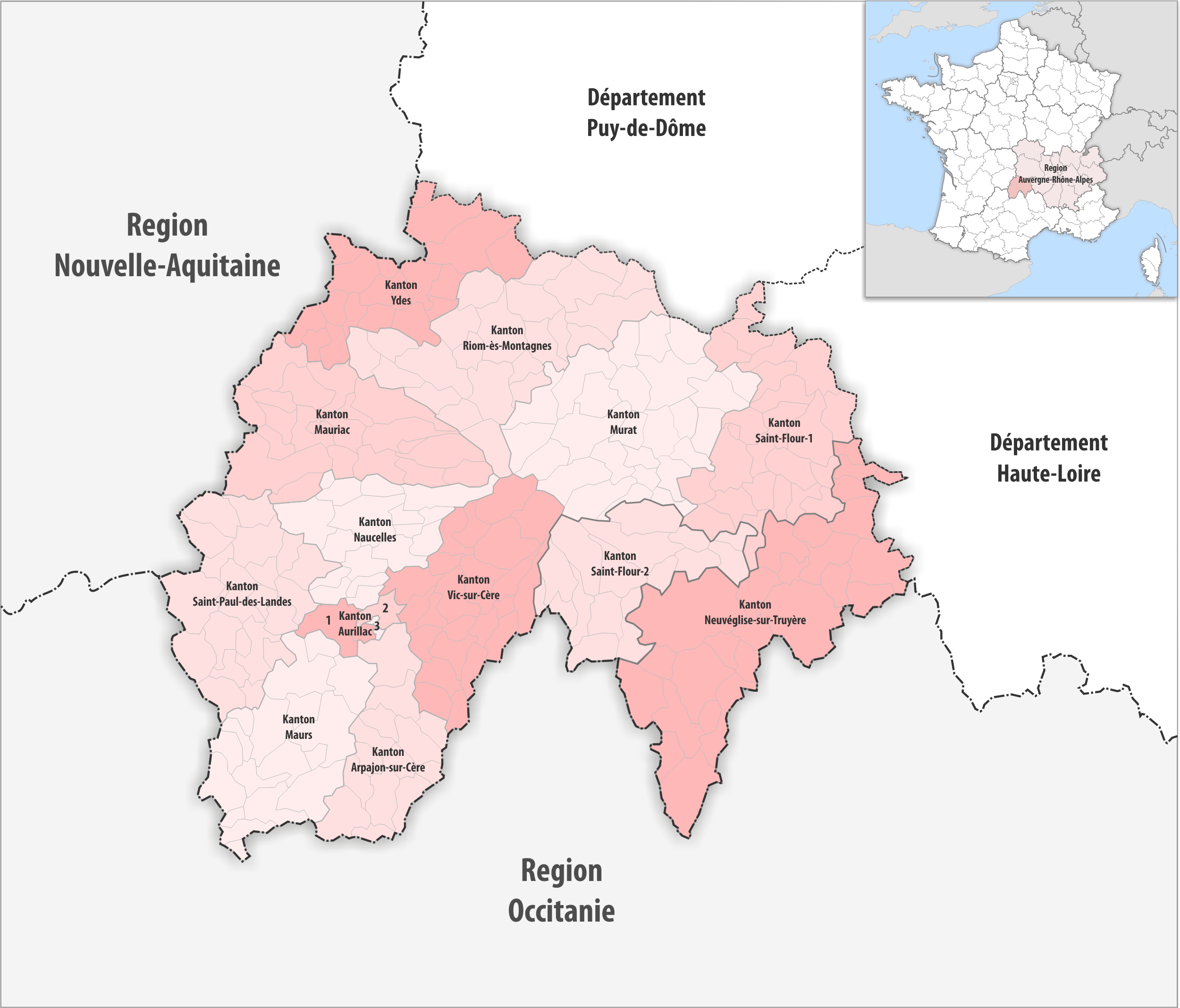
Gemeinden und Kantone im Département Cantal

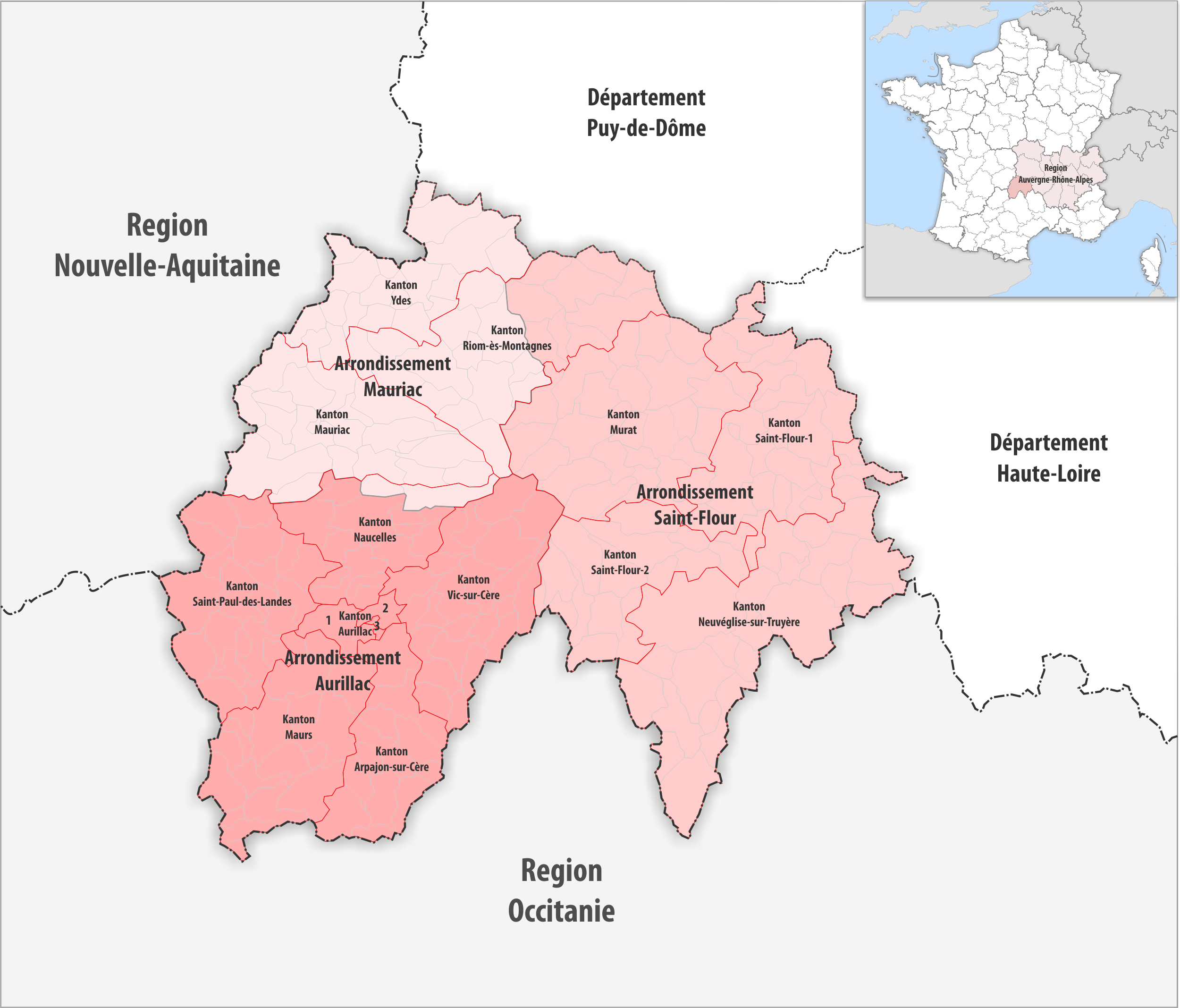
Gemeinden, Kantone und Arrondissement im Département Cantal

| Kanton                 | Gemeinden | Einwohner 1. Januar 2022 | Fläche km² | Dichte Einw./km² | Code INSEE | Arrondissement(e)    |
| ---------------------- | --------- | ------------------------ | ---------- | ---------------- | ---------- | -------------------- |
| Arpajon-sur-Cère       | 14        | 11.249                   | 292,83     | 38               | 1501       | Aurillac             |
| Aurillac-1             | 1 ⁄3      | 10.377                   | 45,38      | 229              | 1502       | Aurillac             |
| Aurillac-2             | 1⁄3       | 9.828                    | 18,30      | 537              | 1503       | Aurillac             |
| Aurillac-3             | 1⁄3       | 10.300                   | 3,45       | 2.986            | 1504       | Aurillac             |
| Mauriac                | 20        | 10.540                   | 498,90     | 21               | 1505       | Mauriac              |
| Maurs                  | 18        | 11.322                   | 426,28     | 27               | 1506       | Aurillac             |
| Murat                  | 26        | 7.664                    | 629,79     | 12               | 1507       | Saint-Flour          |
| Naucelles              | 16        | 10.381                   | 297,18     | 35               | 1508       | Aurillac, Mauriac    |
| Neuvéglise-sur-Truyère | 27        | 8.578                    | 784,61     | 11               | 1509       | Saint-Flour          |
| Riom-ès-Montagnes      | 23        | 7.464                    | 595,21     | 13               | 1510       | Mauriac, Saint-Flour |
| Saint-Flour-1          | 23 1⁄2    | 8.830                    | 484,79     | 18               | 1511       | Saint-Flour          |
| Saint-Flour-2          | 16 1⁄2    | 9.185                    | 376,36     | 24               | 1512       | Saint-Flour          |
| Saint-Paul-des-Landes  | 22        | 8.616                    | 444,65     | 19               | 1513       | Aurillac             |
| Vic-sur-Cère           | 23        | 11.105                   | 458,89     | 24               | 1514       | Aurillac             |
| Ydes                   | 19        | 8.960                    | 369,36     | 24               | 1515       | Mauriac              |
| Département Cantal     | 250       | 144.399                  | 5.725,98   | 25               | 15         | –                    |

## Liste ehemaliger Kantone
Bis zum Neuzuschnitt der französischen Kantone im März 2015 war das Département Ardèche wie folgt in 26 Kantone unterteilt:
| Arrondissement | Kantone |
| -------------- | --- |
| Aurillac       | Arpajon-sur-Cère, Aurillac-1, Aurillac-2, Aurillac-3, Aurillac-4, Jussac, Laroquebrou, Maurs, Montsalvy, Saint-Cernin, Saint-Mamet-la-Salvetat, Vic-sur-Cère |
| Mauriac        | Champs-sur-Tarentaine-Marchal, Mauriac, Pleaux, Riom-ès-Montagnes, Saignes, Salers                                                                           |
| Saint-Flour    | Allanche, Condat, Massiac, Murat, Pierrefort, Ruynes-en-Margeride, Saint-Flour-Nord, Saint-Flour-Sud                                                         |